# Olaf Köller
Olaf Köller (* 13. November 1963 in Kellinghusen) ist ein deutscher Psychologe und Bildungsforscher mit dem Schwerpunkt Mathematik und Naturwissenschaften.

## Leben
Olaf Köller besuchte die Grundschule in Rendsburg und legte sein Abitur 1984 am Ernst-Barlach-Gymnasium in Kiel ab. Anschließend studierte er von 1984 bis 1991 an der Christian-Albrechts-Universität zu Kiel (CAU) die Fächer Psychologie, Anthropologie und Philosophie. Nach seinem Abschluss als Diplom-Psychologe im Jahre 1991 arbeitete er zunächst bis 1996 als wissenschaftlicher Mitarbeiter am IPN Kiel und dann von 1996 bis 2001 am Max-Planck-Institut für Bildungsforschung in Berlin. Währenddessen promovierte er 1997 an der CAU zum Dr. phil. und habilitierte sich 2001 an der Universität Potsdam zum Dr. phil. habil. Von 2001 bis 2002 arbeitete er als Forschungsgruppenleiter (C3) am Max-Planck-Institut für Bildungsforschung Berlin und wechselte dann als Professor für Pädagogische Psychologie an die Friedrich-Alexander-Universität Erlangen-Nürnberg, wo er bis 2004 verblieb.
In diesem Jahr wurde er Gründungsdirektor des Instituts zur Qualitätsentwicklung im Bildungswesen Berlin (IQB) und Professor für Empirische Bildungsforschung an der Humboldt-Universität zu Berlin. Im Jahr 2009 wechselte er zurück nach Kiel, wo er seitdem Direktor der Abteilung Erziehungswissenschaft am IPN und gleichzeitig Professor für Empirische Bildungsforschung an der Christian-Albrechts-Universität zu Kiel ist. Seit Dezember 2009 ist er zudem Geschäftsführender Wissenschaftlicher Direktor des IPN. Seit 2016 ist er zusammen mit Ilka Parchmann Sprecher des Kiel Science Outreach Campus (KiSOC), mit dessen Hilfe die Zusammenarbeit von universitärer und außeruniversitärer Forschung gefördert werden soll. Der KiSOC ist eines von sieben im Jahr 2016 neu genehmigten Leibniz-WissenschaftsCampus in Deutschland. Sie ermöglichen Leibniz-Einrichtungen und Hochschulen eine thematisch fokussierte Zusammenarbeit im Sinne einer gleichberechtigten, komplementären, regionalen Partnerschaft.
Köller krititisierte 2023 das Startchancen-Programm der Bundesregierung.
„Wenn wir Gebäude sanieren, eine weitere Sozialarbeiterin an die Schule schicken und der Schule noch ein bisschen Geld geben, das sie nach eigenen Maßstäben ausgeben darf – dann ist das bestimmt nicht falsch. Aber ich kann mir nicht vorstellen, dass die benachteiligten Jugendlichen deshalb besser rechnen lernen. Hinzu kommt: Obwohl es erwiesenermaßen falsch ist, wollten die Bundesländer wohl wieder einen erheblichen Teil der Gelder nach dem Königsteiner Schlüssel verteilen. Mit der Gießkanne. Alle sollen was abbekommen, ob sie es brauchen oder nicht.“

## Arbeitsgebiete
- Individuelle Entwicklungsprozesse unter den institutionellen Rahmenbedingungen von Schule
- Diagnose schulischer Kompetenzen
- Methodische Probleme in Large-scale Assessments
- Bildungsmonitoring
- Implementation und Evaluation von Schul- und Unterrichtsentwicklungsprogrammen

## Mitgliedschaften
- American Educational Research Association (AERA)
- Gesellschaft für Empirische Bildungsforschung (GEBF)
- Deutsche Gesellschaft für Psychologie (DGPs)
- European Association for Research in Learning and Instruction (EARLI)
- Fachgruppe Pädagogische Psychologie in der DGPs
- Fachgruppe Sozialpsychologie in der DGPs

## Ehrungen und Auszeichnungen
- 2024 Bundesverdienstkreuz 1. Klasse[5][6]

## Publikationen
Olaf Köller publiziert in zahlreichen nationalen und internationalen Fachzeitschriften.
- Publikationsliste